# Liste der Fernverkehrsbahnhöfe in Österreich
Diese Liste umfasst alle fahrplanmäßigen Halte von Fernzügen in Österreich. Dazu zählen EuroCity , Nightjet , EuroNight , InterCity , InterCityExpress , Railjet , Railjet Xpress Xpress, Schnellzug D,
WESTbahn (west) und Regiojet (RGJ). An vielen Bahnhöfen und Haltestellen verkehren ein- bis zweimal täglich Nahverkehrszüge mit Kurswagen oder Züge, die im Ausland zwar als Fernverkehrszüge fahren, in Österreich aber nicht, was theoretisch eine große Zahl von Bahnhöfen und Haltestellen zu Fernverkehrshalten macht. Die vorhandene Infrastruktur an manchen Haltestellen lässt diese Einteilung jedoch wenig sinnvoll erscheinen.

## Burgenland
| Betriebsstelle | Gemeinde    | Züge | Bild |
| -------------- | ----------- | ---- | ---- |
| Jennersdorf    | Jennersdorf | IC   |      |

## Kärnten
| Betriebsstelle           | Gemeinde                  | Züge                       | Bild |
| ------------------------ | ------------------------- | -------------------------- | ---- |
| Faak am See              | Finkenstein am Faaker See | D, EC, EN                  |      |
| Friesach                 | Friesach                  | D, IC, NJ, RJ              |      |
| Greifenburg-Weißensee    | Greifenburg               | IC, RJ                     |      |
| Klagenfurt Hbf           | Klagenfurt am Wörthersee  | D, EC, IC, ICE, NJ, RJ     |      |
| Krumpendorf              | Krumpendorf am Wörthersee | EC, IC, ICE, RJ            |      |
| Mallnitz-Obervellach     | Mallnitz                  | D, EC, EN, IC, ICE, RJ     |      |
| Oberdrauburg             | Oberdrauburg              | IC, RJ                     |      |
| Pörtschach am Wörthersee | Pörtschach am Wörther See | D, EC, IC, ICE, RJ         |      |
| Spittal-Millstättersee   | Spittal an der Drau       | D, EC, EN, IC, ICE, RJ     |      |
| St. Veit an der Glan     | Sankt Veit an der Glan    | D, IC, RJ                  |      |
| Treibach-Althofen        | Althofen                  | D, IC, RJ                  |      |
| Velden am Wörthersee     | Velden am Wörthersee      | D, EC, IC, ICE, RJ         |      |
| Villach Hbf              | Villach                   | D, EC, EN, IC, ICE, NJ, RJ |      |

## Niederösterreich
| Betriebsstelle        | Gemeinde                    | Züge                            | Bild |
| --------------------- | --------------------------- | ------------------------------- | ---- |
| Amstetten             | Amstetten                   | D, ICE, NJ, RJ, WB              |      |
| Baden                 | Baden                       | IC                              |      |
| Flughafen Wien (VIE)  | Schwechat                   | RJ, RJX                         |      |
| Gloggnitz             | Gloggnitz                   | IC                              |      |
| Payerbach-Reichenau   | Payerbach                   | IC                              |      |
| Semmering             | Semmering                   | D, EC, RJ                       |      |
| St. Pölten Hbf        | Sankt Pölten                | D, EN, IC, ICE, NJ, RJ, RJX, WB |      |
| St. Valentin          | St. Valentin                | D, NJ, RJ                       |      |
| Tullnerfeld           | Michelhausen und Langenrohr | D, IC, ICE, NJ, RJ              |      |
| Ulmerfeld-Hausmening  | Amstetten                   | D                               |      |
| Waidhofen an der Ybbs | Waidhofen an der Ybbs       | D                               |      |
| Wiener Neustadt Hbf   | Wiener Neustadt             | D, EC, IC, NJ, RJ               |      |

## Oberösterreich
| Betriebsstelle            | Gemeinde                         | Züge                                | Bild |
| ------------------------- | -------------------------------- | ----------------------------------- | ---- |
| Altmünster                | Altmünster                       | D                                   |      |
| Attnang-Puchheim          | Attnang-Puchheim                 | D, EN, IC, NJ, RJ, RJX, WB          |      |
| Bad Ischl                 | Bad Ischl                        | D                                   |      |
| Bad Goisern               | Bad Goisern                      | D                                   |      |
| Ebensee                   | Ebensee                          | D                                   |      |
| Freistadt                 | Freistadt                        | EC                                  |      |
| Gmunden                   | Gmunden                          | D                                   |      |
| Hallstatt                 | Obertraun Erschließung Hallstatt | D                                   |      |
| Hinterstoder              | Hinterstoder                     | IC                                  |      |
| Kefermarkt                | Kefermarkt                       | EC                                  |      |
| Kirchdorf an der Krems    | Kirchdorf an der Krems           | IC                                  |      |
| Klaus                     | Klaus an der Pyhrnbahn           | IC                                  |      |
| Kleinreifling             | Weyer                            | D                                   |      |
| Kremsmünster              | Kremsmünster                     | IC                                  |      |
| Lasberg-St. Oswald        | Lasberg                          | EC                                  |      |
| Linz Hbf                  | Linz                             | D, EC, EN, IC, ICE, NJ, RJ, RJX, WB |      |
| Micheldorf                | Micheldorf in Oberösterreich     | IC                                  |      |
| Neuhofen an der Krems     | Neuhofen an der Krems            | IC                                  |      |
| Obertraun-Dachsteinhöhlen | Obertraun                        | D                                   |      |
| Pregarten                 | Pregarten                        | EC                                  |      |
| Rohr-Bad Hall             | Rohr im Kremstal                 | IC                                  |      |
| Roßleithen                | Roßleithen                       | IC                                  |      |
| Schärding                 | Schärding                        | IC, ICE                             |      |
| Spital am Pyhrn           | Spital am Pyhrn                  | IC                                  |      |
| Steeg-Gosau               | Bad Goisern                      | D                                   |      |
| Summerau                  | Rainbach im Mühlkreis            | EC                                  |      |
| Traun                     | Traun                            | IC                                  |      |
| Vöcklabruck               | Vöcklabruck                      | NJ, RJ, WB                          |      |
| Wels Hbf                  | Wels                             | D, EN, IC, ICE, NJ, RJ, RJX, WB     |      |
| Weyer                     | Weyer                            | D                                   |      |
| Windischgarsten           | Windischgarsten                  | IC                                  |      |

## Salzburg
| Betriebsstelle        | Gemeinde               | Züge                                | Bild |
| --------------------- | ---------------------- | ----------------------------------- | ---- |
| Altenmarkt im Pongau  | Altenmarkt im Pongau   | D                                   |      |
| Bad Gastein           | Bad Gastein            | D, EC, EN, IC, RJ                   |      |
| Bad Hofgastein        | Bad Hofgastein         | D, EC, EN, IC, ICE, RJ              |      |
| Bischofshofen         | Bischofshofen          | D, EC, EN, IC, ICE, NJ, RJ, RJX, WB |      |
| Dorfgastein           | Dorfgastein            | D, EC, IC, RJ                       |      |
| Golling-Abtenau       | Golling an der Salzach | D, EC, IC, ICE, RJ, RJX, WB         |      |
| Hallein               | Hallein                | EC, IC, WB                          |      |
| Kuchl                 | Kuchl                  | IC                                  |      |
| Neumarkt am Wallersee | Neumarkt am Wallersee  | RJ                                  |      |
| Puch Urstein          | Puch bei Hallein       | WB                                  |      |
| Radstadt              | Radstadt               | EC, IC, D                           |      |
| Saalfelden            | Saalfelden             | EC, IC, ICE, RJ, RJX                |      |
| Salzburg Hbf          | Salzburg               | D, EC, EN, IC, ICE, NJ, RJ, RJX, WB |      |
| Salzburg Süd          | Elsbethen              | EC, IC, NJ, WB                      |      |
| Schwarzach-St. Veit   | Schwarzach im Pongau   | D, EC, EN, IC, ICE, NJ, RJ, RJX     |      |
| St. Johann im Pongau  | Sankt Johann im Pongau | D, EC, IC, ICE, RJ, RJX, WB         |      |
| Werfen                | Werfen                 | EC, IC, WB                          |      |
| Zell am See           | Zell am See            | D, EC, IC, ICE, RJ, RJX             |      |

## Steiermark
| Betriebsstelle                | Gemeinde                        | Züge                  | Bild |
| ----------------------------- | ------------------------------- | --------------------- | ---- |
| Admont                        | Admont                          | D                     |      |
| Bad Aussee                    | Bad Aussee                      | D                     |      |
| Bad Mitterndorf               | Bad Mitterndorf                 | D                     |      |
| Bad Mitterndorf-Heilbrunn     | Bad Mitterndorf                 | D                     |      |
| Bruck an der Mur              | Bruck an der Mur                | D, EC, EN, IC, NJ, RJ |      |
| Fehring                       | Fehring                         | IC                    |      |
| Feldbach                      | Feldbach                        | IC                    |      |
| Frohnleiten                   | Frohnleiten                     | D, RJ                 |      |
| Gleisdorf                     | Gleisdorf                       | IC                    |      |
| Graz Hbf                      | Graz                            | D, EC, EN, IC, NJ, RJ |      |
| Graz Don Bosco                | Graz                            | IC                    |      |
| Graz Liebenau-Murpark         | Graz                            | IC                    |      |
| Graz Ostbahnhof-Messe         | Graz                            | IC                    |      |
| Gröbming                      | Gröbming                        | D                     |      |
| Gstatterboden im Nationalpark | Admont                          | D                     |      |
| Hieflau                       | Hieflau                         | D                     |      |
| Johnsbach im Nationalpark     | Admont                          | D                     |      |
| Judenburg                     | Judenburg                       | D, IC, RJ             |      |
| Kainisch                      | Bad Mitterndorf                 | D                     |      |
| Kapfenberg                    | Kapfenberg                      | D, EC, RJ             |      |
| Knittelfeld                   | Knittelfeld                     | D, IC, NJ, RJ         |      |
| Laßnitzhöhe                   | Laßnitzhöhe                     | IC                    |      |
| Leibnitz                      | Leibnitz                        | D, EC, EN             |      |
| Leoben Hbf                    | Leoben                          | D, EC, EN, IC, NJ, RJ |      |
| Liezen                        | Liezen                          | D, EC, EN, IC, NJ     |      |
| Mürzzuschlag                  | Mürzzuschlag                    | D, EC, RJ             |      |
| Öblarn                        | Öblarn                          | D                     |      |
| Raaba                         | Raaba-Grambach                  | IC                    |      |
| Schladming                    | Schladming                      | D, EC, EN, IC, NJ     |      |
| Selzthal                      | Selzthal                        | D, EC, EN, IC, NJ     |      |
| Spielfeld-Straß               | Straß in Steiermark             | D, EC, EN, IC         |      |
| St. Michael                   | Sankt Michael in Obersteiermark | D, EC, EN, IC, NJ     |      |
| Stadt Rottenmann              | Rottenmann                      | D, EC, IC             |      |
| Stainach-Irdning              | Stainach-Pürgg                  | D, EC, EN, IC, NJ     |      |
| Studenzen-Fladnitz            | Kirchberg an der Raab           | IC                    |      |
| Tauplitz                      | Bad Mitterndorf                 | D                     |      |
| Weißenbach-St.Gallen          | St. Gallen                      | D                     |      |
| Unzmarkt                      | Unzmarkt-Frauenburg             | D, IC, RJ             |      |

## Tirol
| Betriebsstelle       | Gemeinde             | Züge                                | Bild                          |
| -------------------- | -------------------- | ----------------------------------- | ----------------------------- |
| Fieberbrunn          | Fieberbrunn          | ICE, RJ, RJX                        |                               |
| Hochfilzen           | Hochfilzen           | ICE                                 | Bahnhof Hochfilzen Ostansicht |
| Imst-Pitztal         | Arzl im Pitztal      | ICE, NJ, RJ, RJX, WB                |                               |
| Innsbruck Hbf        | Innsbruck            | D, EC, EN, IC, ICE, NJ, RJ, RJX, WB |                               |
| Jenbach              | Jenbach              | D, EC, IC, ICE, NJ, RJ, RJX         |                               |
| Kirchberg in Tirol   | Kirchberg in Tirol   | D, EC, IC, ICE, RJ, RJX             |                               |
| Kitzbühel            | Kitzbühel            | EC, IC, ICE, RJ, RJX                |                               |
| Kufstein             | Kufstein             | EC, IC, ICE, NJ, RJ, RJX, UEX, WB   |                               |
| Landeck-Zams         | Landeck              | EC, EN, ICE, NJ, RJ, RJX, WB        |                               |
| Lienz                | Lienz                | D, IC, RJ                           |                               |
| Ötztal               | Haiming              | EC, ICE, NJ, RJ, RJX                |                               |
| St. Anton am Arlberg | St. Anton am Arlberg | EC, EN, ICE, NJ, RJ, RJX, WB        |                               |
| St. Johann in Tirol  | St. Johann in Tirol  | EC, IC, ICE, RJ, RJX                |                               |
| Seefeld in Tirol     | Seefeld in Tirol     | ICE                                 |                               |
| Telfs-Pfaffenhofen   | Pfaffenhofen         | ICE, RJ, WB                         |                               |
| Wörgl Hbf            | Wörgl                | EC, IC, ICE, NJ, RJ, RJX, WB        |                               |

## Vorarlberg
| Betriebsstelle    | Gemeinde  | Züge                         | Bild |
| ----------------- | --------- | ---------------------------- | ---- |
| Altach            | Altach    | WB                           |      |
| Bludenz           | Bludenz   | EC, EN, ICE, NJ, RJ, RJX, WB |      |
| Bregenz           | Bregenz   | EC, ICE, NJ, RJ, RJX, WB     |      |
| Dornbirn          | Dornbirn  | ICE, NJ, RJ, RJX, WB         |      |
| Feldkirch         | Feldkirch | EC, EN, ICE, NJ, RJ, RJX, WB |      |
| Frastanz          | Frastanz  | WB                           |      |
| Götzis            | Götzis    | NJ, WB                       |      |
| Hohenems          | Hohenems  | ICE, NJ, WB                  |      |
| Langen am Arlberg | Klösterle | EN, ICE, NJ, RJ, RJX, WB     |      |
| Nenzing           | Nenzing   | WB                           |      |
| Rankweil          | Rankweil  | ICE, NJ                      |      |
| Riedenburg        | Bregenz   | ICE, RJX                     |      |

## Wien
| Betriebsstelle  | Bezirk               | Züge                                 | Bild |
| --------------- | -------------------- | ------------------------------------ | ---- |
| Wien Hbf        | Favoriten            | D, EC, EN, IC, ICE, NJ, RGJ, RJ, RJX |      |
| Wien Hütteldorf | Penzing              | D, WB                                |      |
| Wien Meidling   | Meidling             | D, EC, EN, IC, ICE, NJ, RGJ, RJ, RJX |      |
| Wien Westbf     | Rudolfsheim-Fünfhaus | D, WB                                |      |